# Déinosthène de Sparte
Déinosthène de Sparte (grec ancien : Δεινοσθένης Λάκων) est un vainqueur olympique originaire de la cité de Sparte.
Il était le fils de Déinosthène. Il remporta la course à pied du stadion d'une longueur d'un stade (environ 192 m) lors des 116e Jeux olympiques, en 316 av. J.-C.,. Pausanias décrit la statue qui lui est dédiée sur l'Altis. La base précise la distance jusqu'à sa cité de Sparte,. Cela pourrait signifier qu'il était un messager à pied (Hémérodromes) et qu'il aurait couru lui-même jusqu'à Sparte pour annoncer sa victoire.

## Sources
- (en) Paul Christesen, Olympic Victor Lists and Ancient Greek History, New York, Cambridge University Press, 2007, 580 p. (ISBN 978-0-521-86634-7).
- Diodore de Sicile, Bibliothèque historique [détail des éditions] [lire en ligne] (XIX, 17, 1).
- Eusèbe de Césarée, Chronique, Livre I, 70-82. Lire en ligne.
- (en) Mark Golden, Sport in the Ancient World from A to Z, Londres, Routledge, 2004, 184 p. (ISBN 0-415-24881-7).
- (en) David Matz, Greek and Roman Sport : A Dictionnary of Athletes and Events from the Eighth Century B. C. to the Third Century A. D., Jefferson et Londres, McFarland & Company, 1991, 169 p. (ISBN 0-89950-558-9).
- (it) Luigi Moretti, Iscrizioni agonistiche greche, Rome, Angelo Signorelli, 1953, 286 p.
- (it) Luigi Moretti, « Olympionikai, i vincitori negli antichi agoni olimpici », Atti della Accademia Nazionale dei Lincei, vol. VIII,‎ 1959, p. 55-199.
- Pausanias, Description de la Grèce [détail des éditions] [lire en ligne] (VI, 16, 8).